# (7779) Susanring
(7779) Susanring est un astéroïde de la ceinture principale.

## Description
(7779) Susanring est un astéroïde de la ceinture principale. Il fut découvert le 19 mai 1993 à l'observatoire Palomar par Jack B. Child. Il présente une orbite caractérisée par un demi-grand axe de 2,35 UA, une excentricité de 0,22 et une inclinaison de 25,6° par rapport à l'écliptique.

## Compléments